# Tharyx pacifica
Tharyx pacifica är en ringmaskart som beskrevs av Annenkova 1937. Tharyx pacifica ingår i släktet Tharyx och familjen Cirratulidae. Inga underarter finns listade i Catalogue of Life.